# Maradi (region)
Maradi – region w południowym Nigrze. Stanowi jeden z 7 regionów państwa. W 2011 roku zamieszkiwany był przez 3 117 810 mieszkańców. Siedzibą administracyjną jest miasto Maradi.

## Położenie
Region Maradi graniczy z :
- Nigerią na południu,
- regionem Tahoua na zachodzie,
- regionem Agadez na północy,
- regionem Zinder na wschodzie.

## Podział administracyjny
Region składa się z 6 departamentów:
|    | Nazwa departamentu | Ośrodek adm.   | Powierzchnia (km²) | Liczba mieszkańców (2011) |
| -- | ------------------ | -------------- | ------------------ | ------------------------- |
| 1. | Aguié              | Aguié          | 3001               | 386 197                   |
| 2. | Dakoro             | Dakoro         | 17 670             | 606 862                   |
| 3. | Guidan-Roumdji     | Guidan-Roumdji | 4929               | 485 743                   |
| 4. | Madarounfa         | Madarounfa     | 3773               | 612 798                   |
| 5. | Mayahi             | Mayahi         | 6952               | 546 826                   |
| 6. | Tessaoua           | Tessaoua       | 5471               | 479 384                   |

## Demografia
Zmiany liczby ludności i struktury płci w latach 2006 – 2011:
|           | 2006      | 2007      | 2008      | 2009      | 2010      | 2011      |
| Razem     | 2 658 175 | 2 745 723 | 2 835 293 | 2 927 051 | 3 021 169 | 3 117 810 |
| Mężczyźni | 1 313 021 | 1 356 266 | 1 400 510 | 1 445 834 | 1 492 324 | 1 540 060 |
| Kobiety   | 1 345 154 | 1 389 457 | 1 434 783 | 1 481 217 | 1 528 845 | 1 577 750 |